# 초룸주

초룸주의 위치.

초룸주(튀르키예어: Çorum ili)는 튀르키예 중북부에 위치한 주로, 흑해 지역에 속한다. 주도는 초룸이며, 초룸주의 면적은 12,820km2이며, 인구는 2007년 기준으로 560,488명, 자동차 번호는 19번, 시외전화 지역번호는 0364번이다. 또한 초룸주는 14개 군을 관할한다. 5,000년 역사를 자랑하는 고고학 유적과 자연 환경으로 유명한 주이다.